# Nippert Stadium
O Nippert Stadium é um estádio localizado em Cincinnati, Ohio, Estados Unidos, possui capacidade total para 40.000 pessoas, foi a casa do time de futebol FC Cincinnati da Major League Soccer, também recebe jogos de futebol americano universitário.

## História
O estádio foi inaugurado em 1915 com capacidade para 12.000 pessoas, passou por sua primeira ampliação em 1936 para 24.000 pessoas, em 1968 foi a casa do time de futebol americano Cincinnati Bengals da NFL até 1970, nesse mesmo ano foi trocada a grama natural por artificial, passou por outra ampliação em 1992 passando a capacidade para 36.000 pessoas, passou por outra ampliação em 2015 para 40.000 pessoas, em 2017 passou por reforma para implanetação de arquibancadas móveis para receber jogos de futebol.